# Patois macanais
Le patois macanais ou créole de Macao (connu sous le nom « patuá » pour ses locuteurs) est une langue créole provenant principalement du malais, du cingalais, du cantonais et du portugais, qui était à l'origine parlée par le peuple macanais de Macao. Il est actuellement parlé par quelques familles de Macao et par la diaspora de Macao.
Le 20 février 2009, la nouvelle édition de l'Atlas de l'UNESCO des langues en danger a classé le patois macanais comme une langue « en danger critique ». L'atlas met le nombre de locuteurs à 50 en 2000.

## Exemples
Un poème en patois macanais
| patois macanais   | traduction portugaise  | traduction française              |
| ----------------- | ---------------------- | --------------------------------- |
| Nhonha na jinela  | Uma senhora à janela,  | Une dame à la fenêtre             |
| Co fula mogarim   | Com uma flor de jasmim | Avec une fleur de jasmin          |
| Sua mae tancarera | Sua mãe é tancareira   | Sa mère est une pêcheuse chinoise |
| Seu pai canarim   | O seu pai é canarim    | Son père est un indien portugais  |